# Henri XXVII Reuss de Schleiz
Titres
Prétendant au trône de Reuss-Greiz
13 octobre 1927 – 21 novembre 1928
(1 an, 1 mois et 8 jours)
Prétendant au trône de Reuss-Schleiz
10 novembre 1918 – 21 novembre 1928
(10 ans et 11 jours)
Prince Reuss branche cadette
29 mars 1913 – 10 novembre 1918
(5 ans, 7 mois et 12 jours)
Henri XXVII Reuss de Schleiz (en allemand Heinrich XXVII. Reuß zu Schleiz), né le 10 novembre 1858 à Gera et mort le 21 novembre 1928 dans la même ville, est le 5e et dernier prince de Schleiz de 1913 à 1918 et un militaire allemand.
En 1927, il hérite des biens de la branche aînée et unit toutes les possessions des Reuss. Il prend alors le titre de « prince Reuss ».

## Biographie
Henri XXVII naît à Gera le 10 novembre 1858. Il est le fils unique d'Henri XIV, 4e prince de Schleiz et de son épouse, Agnès de Wurtemberg. Il a une sœur, Élisabeth Reuss (1859-1951) et un demi-frère, Henri Reuss de Saalburg (1875-1954).
Henri XXVII fréquente le lycée Vitzthum de Dresde puis étudie à Bonn et à Leipzig à la fin des années 1870. Il est notamment membre de la corporation étudiante Borussia de Bonn à partir de 1879. Après avoir obtenu son diplôme, il poursuit sa carrière d'officier dans le régiment de hussards du Corps de la Garde de l'armée prussienne. Il devient maître de cavalerie puis chef d'escadron. Le 18 octobre 1891, il se retire avec l'uniforme du régiment et passe aux officiers à la suite de l'armée.
Dès lors, Henri XXVII s'investit davantage dans le gouvernement de la principauté de Schleiz. Il confie la construction du nouveau théâtre de la cour à Heinrich Seeling, le bâtiment est inauguré en 1902. Le 15 octobre 1908, son père le fait régent de la principauté de Schleiz et lui transfère également la régence de la principauté de Greiz, le prince régnant Henri XXIV étant gravement handicapé à la suite d'un accident. Ainsi, il dirige les affaires de l'État dans les deux principautés Reuss.
De 1911 à 1913, il fait réaliser les derniers grands travaux d'agrandissement du château d'Osterstein, avec la construction d'une nouvelle aile ouest. Le 13 septembre 1911, il est admis à la retraite avec le grade honorifique de général de cavalerie. Il devient prince régnant de Schleiz à la mort de son père, le 29 mars 1913. Pendant la Première Guerre mondiale, il est affecté au commandement général du 11e corps d'armée.
Le 10 novembre 1918, jour de son soixantième anniversaire, Henri XXVII est contraint d'abdiquer à la suite de la révolution de Novembre. Concrètement, cela n'affecte pas beaucoup sa vie quotidienne, dans la mesure où il est autorisé à conserver sa résidence au château d'Osterstein. En décembre 1919, il parvient à un accord avec l'État populaire de Reuss sur le partage des biens du domaine princier :
- 5 394 ha de terres reviennent à l'État, y compris les châteaux de Schleiz, Tinz et Hirschberg.
- 10 820 ha de terres demeurent la propriété de la maison princière, dont les châteaux d'Osterstein et de Lobenstein.

Il devient président honoraire de l'Institut reussois pour les arts et le bien-être, nouvellement fondé, et auquel l'ancien théâtre de la cour a été transféré. Le 13 octobre 1927, à la mort de son cousin éloigné, Henri XXIV, il hérite des biens de la branche aînée, unissant les principautés de Greiz et de Schleiz et prenant le titre de « prince Reuss ».
Henri XXVII décède peu après son 70e anniversaire le 21 novembre 1928, au château d'Osterstein. Son corps est d'abord déposé dans la chapelle castrale, puis transféré à Schleiz et inhumé le 26 novembre 1928 dans la crypte familiale de l'église Saint-Marien.
En 1931, son seul fils survivant Henri XLV transfère la dépouille mortelle de ses parents et de ses deux frères dans une tombe familiale créée par Ernst Barlach dans le parc du château d'Ebersdorf.

## Mariage et descendance
Henri XXVII épouse le 11 novembre 1884 à Langenbourg Élise de Hohenlohe-Langenbourg (en) (1864-1929). Ensemble ils ont cinq enfants :
- Victoire (1889-1918), qui épouse Adolphe-Frédéric de Mecklembourg-Schwerin, dont descendance.
- Louise (1890-1951), sans alliance.
- Henri XL (1891), sans alliance.
- Henri XLIII (1893-1912), sans alliance.
- Henri XLV (1895-1945), sans alliance, il adopte en 1935 son cousin éloigné Henri Ier Reuss de Köstritz afin qu'il hérite de ses biens.

## Décorations
- Grand-maître de la Croix d'honneur (Reuss).
- Chevalier de l'ordre de l'Aigle noir (Prusse).
- Grand-croix de l'ordre de la Couronne de Wende (Mecklembourg-Schwerin).
- Chevalier de l'ordre de la Couronne de Rue (Saxe albertine).
- Grand-croix de l'ordre du Faucon blanc (Saxe-Weimar-Eisenach).
- Grand-croix de l'ordre de la Couronne (Wurtemberg).
- Grand-croix de l'ordre de la Maison ernestine (Saxe ernestine).
- Grand-croix de l'ordre de l'Aigle rouge (Prusse).
- Grand-croix de l'ordre militaire de Saint-Henri (Saxe albertine).
- Croix de fer de 1re classe (Prusse).
- Croix de fer de 2d classe (Prusse).

### Articles liés
- Maison Reuss
- Principauté de Schleiz
- Principauté de Greiz
- Château d'Osterstein